# Chiesa di Sant'Andrea (Busseto)
La chiesa di Sant'Andrea, nota anche come pieve di Sant'Andrea, è un luogo di culto cattolico dalle forme barocche e neoclassiche situato nella piccola località di Sant'Andrea, frazione di Busseto, in provincia di Parma e diocesi di Fidenza; è sede di una parrocchia compresa nel vicariato della Bassa Parmense.

## Storia
La pieve originaria fu edificata in epoca altomedievale; la prima testimonianza della sua esistenza risale al periodo compreso tra il 915 e il 924, quando fu citata in un atto, richiesto dal vescovo di Cremona Giovanni II e promulgato dall'imperatore del Sacro Romano Impero Berengario del Friuli, volto a definire i confini diocesani sulla sponda parmense del Po.
L'importanza del luogo di culto era all'epoca notevole e la sua giurisdizione si estendeva su un vasto territorio confinante con quelli della pieve di San Donnino di Borgo San Donnino, della pieve di San Giovanni Battista di Cucullo, della pieve di San Martino di San Martino in Olza e della pieve di San Giuliano di San Giuliano Piacentino; inoltre, l'arciprete di Sant'Andrea era un vicario del vescovo di Cremona.
Nel 1385 risultavano dipendere dalla pieve sei cappelle del circondario, tra cui le chiese di Busseto, capitale dello Stato Pallavicino; per questo motivo, nel 1436 il marchese Rolando il Magnifico ottenne dal papa Eugenio IV l'elevazione al rango di collegiata per la chiesa di San Bartolomeo Apostolo, con giurisdizione sulle antiche le pievanie di Sant'Andrea, Pieveottoville e San Giuliano Piacentino; il Marchese riedificò il tempio bussetano e si impegnò a risistemare le chiese più povere poste alle sue dipendenze, tra cui quella di Sant'Andrea, che a partire dal 1436 fu demolita e completamente ricostruita.
Anche in seguito alla creazione della Diocesi di Fidenza nel 1601, la chiesa di Sant'Andrea rimase sussidiaria della collegiata di Busseto.
Verso la fine del XVII secolo il luogo di culto fu modificato internamente con la stuccatura della navata centrale e la costruzione di quella destra.
La zona del presbiterio fu completamente risistemata verso la metà del XVIII secolo.
La navata sinistra fu aggiunta solo successivamente.
Nel 1946 la chiesa fu elevata a sede di parrocchia autonoma dal vescovo di Fidenza Francesco Giberti.

## Descrizione

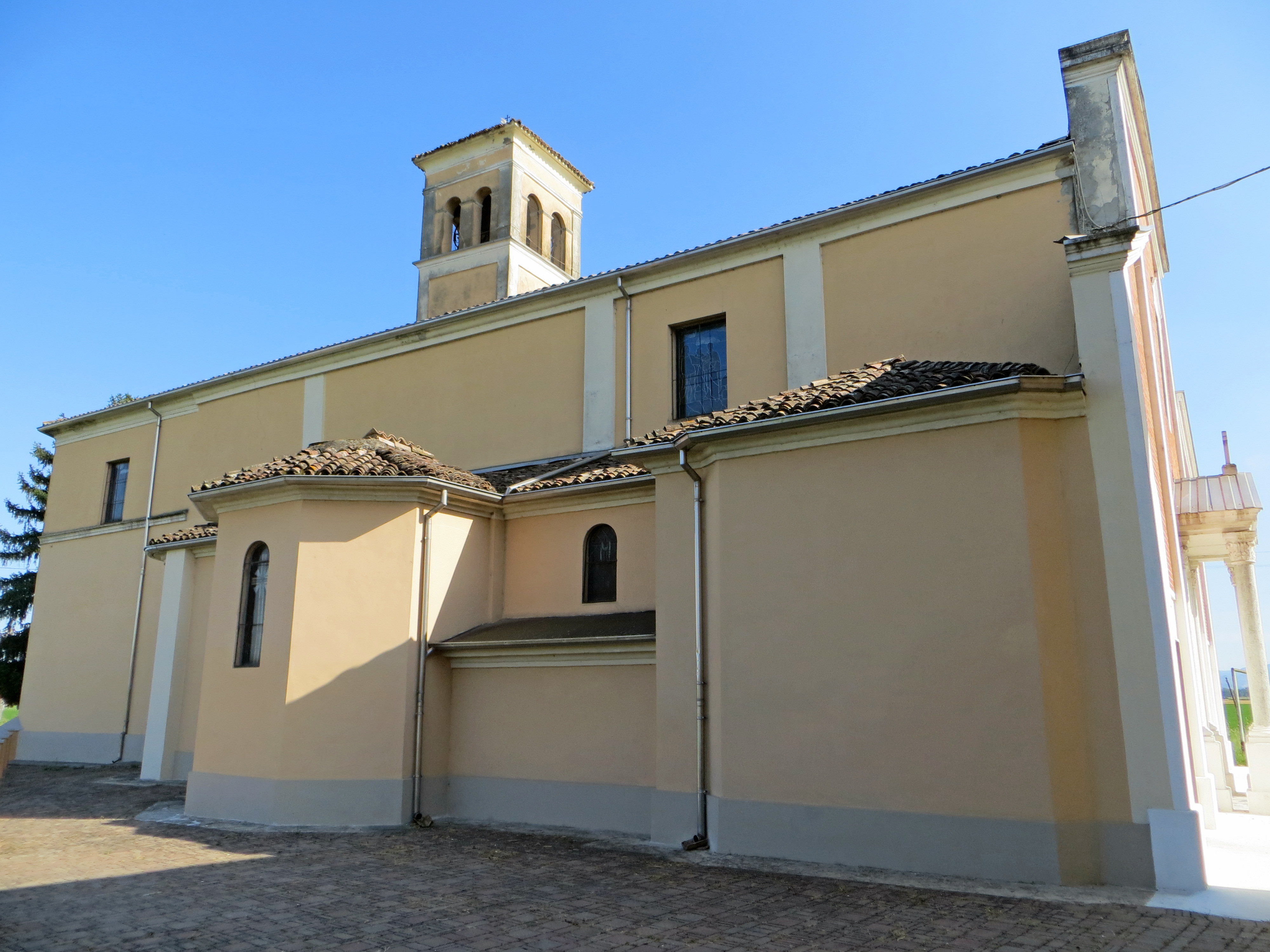
Lato nord

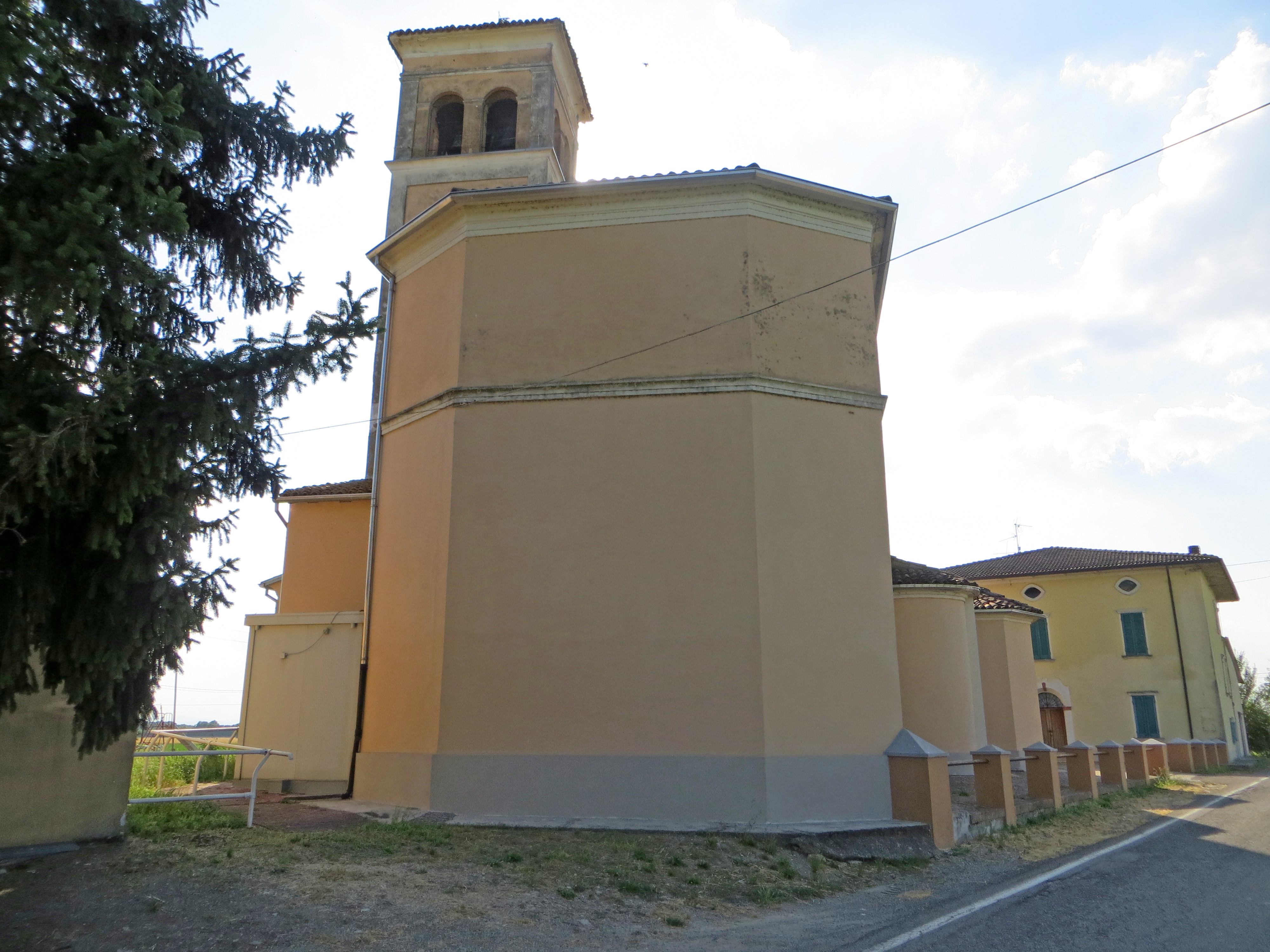
Abside

La chiesa si sviluppa su un impianto a tre navate, con ingresso a ovest e presbiterio absidato a est.
La simmetrica facciata a salienti, interamente intonacata, è tripartita da quattro lesene; al centro l'ampio portale d'ingresso principale è preceduto da un protiro timpanato retto da quattro colonne corinzie; più in alto si apre una finestra delimitata da una cornice e coronata da un frontone mistilineo; ai lati si trovano i due portale d'accesso secondari, sormontati da monofore ad arco a tutto sesto; in sommità si staglia un timpano triangolare con cornice modanata in aggetto.
I fianchi sono scanditi da lesene; al termine del lato destro si eleva su tre ordini, suddivisi da fasce marcapiano e decorati con lesene sugli spigoli, il campanile; la cella campanaria si affaccia sulle quattro fronti attraverso bifore ad arco a tutto sesto.
All'interno la navata centrale è ornata con una trabeazione in stucco, arricchita da cherubini e festoni barocchi.
Il presbiterio è preceduto dall'arco trionfale, decorato con stucchi rococò; sul fondo, dietro all'altare maggiore, si staglia un'ancona rococò in stucco, coronata da putti, eseguita verso la metà del XVIII secolo da Carlo Bossi, impegnato negli stessi anni anche nella vicina Villa Pallavicino di Busseto; all'interno della cornice è collocata la pala raffigurante Sant'Andrea, dipinta da Pietro Antonio Balestra intorno al 1750. Il coro ligneo, riccamente intarsiato, risale all'incirca al 1780.
La seicentesca cappella sul fondo della navata destra accoglie sopra all'altare un'ancona settecentesca in legno intagliato, contenente una tela rappresentante dei cherubini; lo sportello del tabernacolo è ornato con un dipinto seicentesco raffigurante Cristo redentore.